# Короленко (Удмуртия)
Короленко — село в Кизнерском районе Удмуртии (Россия), административный центр Короленковского сельского поселения.

## Географическое положение
Село расположено на востоке района, на берегу малого левого притока реки Люги (бассейн Вятки), в 18 км к северо-востоку по прямой от районного центра — посёлка Кизнер, в 86,7 км по прямой к юго-западу от города Ижевска.

## История
Более 400 лет назад прибывшие из Бодлуда (местность на правом берегу р. Люги у въезда в Асинерский лес) около 20 семей построили в Мултане жилые дома. Первая деревянная церковь в Старом Мултане построена в начале XIX века.
В 1892 году село Старый Мултан получило печальную всероссийскую известность в связи с так называемым «Мултанским делом», когда нескольких местных жителей облыжно обвинили в принесении ими человеческой жертвы ради избавления от свирепствовавшей в те годы эпидемии тифа и неурожаев. На общественных началах в защите доброго имени удмуртов принял участие известный писатель Владимир Галактионович Короленко (лично приезжал в село и проводил частное расследование на собственные деньги).
В 1924—1925 годах Иван Андрианов с братом Николаем основали товарищество по совместной обработке земли. В 1930—1931 годах проходит сплошная коллективизация, объединение бедняцких и середняцких крестьянских хозяйств в сельскохозяйственную артель.
В 1933 году здесь появился первый трактор «Фордзон» с двумя лемехами, а в 1935 году — автомашина. Первым председателем колхоза избрали М. И. Родыгина.
В 1930-е годы решением местных жителей село получило название Короленко.
Постановлением Президиума Верховного Совета УАССР от 29 марта 1939 года, утверждённого Президиумом Верховного Совета РСФСР от 16 августа 1939 года, село Старый Мултан Старо — Мултанского сельсовета переименован в с. имени В. Г. Короленко. Согласно постановлению Президиума Верховного Совета УАССР от 10 января 1940 года и Указу Президиума Верховного Совета РСФСР от 17 февраля 1940 года Старо — Мултанский сельсовет переименован в Короленковский сельсовет.

## Население
| 2010 | 2012 | 2015 |
| ---- | ---- | ---- |
| 286  | ↘280 | ↘253 |

## Инфраструктура
В селе имеются основная общеобразовательная школа им. А. И. Бобкова, детский сад, фельдшерско-акушерский пункт, Саркузское лесничество, «Почта России», сельский Дом культуры, сельская библиотека.

## Достопримечательности
- Храм Успения Пресвятой Богородицы
- Музей «Вуж Мултан» («Старый Мултан») имени Короленко[9]
- Памятники природы в окрестностях: «Говорящий родник или живой ключ», родник «Новомултанский», «Кедры Пандерские»[8].